# Felsőszenterzsébet
Felsőszenterzsébet là một thị trấn thuộc hạt Zala, Hungary. Thị trấn này có diện tích 8,24 km², dân số năm 2010 là 15 người, mật độ 2 người/km².